# Релейная защита и автоматика
Релейная защита — комплекс устройств, предназначенных для быстрого, автоматического (при повреждениях) выявления и отделения от электроэнергетической системы повреждённых элементов этой электроэнергетической системы в аварийных ситуациях с целью обеспечения нормальной работы всей системы.
Действия средств релейной защиты организованы по принципу непрерывной оценки технического состояния отдельных контролируемых элементов электроэнергетических систем.
Релейная защита (РЗ) осуществляет непрерывный контроль состояния всех элементов электроэнергетической системы и реагирует на возникновение повреждений и ненормальных режимов. При возникновении повреждений РЗ должна выявить повреждённый участок и отключить его от ЭЭС, воздействуя на специальные силовые выключатели, предназначенные для размыкания токов повреждения (короткого замыкания).
Релейная защита является основным видом электрической автоматики, без которой невозможна нормальная работа энергосистем.
Современные устройства защиты могут строиться на схеме, включающей в себя программируемый (микро)контроллер.

## Основные виды защит
- Дифференциальная защита
- Дуговая защита
- Максимальная токовая защита
- Токовая отсечка
- Защита минимального напряжения
- Дистанционная защита
- Дифференциально-фазная (высокочастотная) защита

## Основные свойства  релейной защиты

### Селективность (избирательность)
Селективность — свойство релейной защиты, характеризующее способность выявлять именно поврежденный элемент электроэнергетической системы и отключать этот элемент от исправной части электроэнергетической системы (ЭЭС). Защита может иметь абсолютную или относительную селективность. Защиты с абсолютной селективностью действуют принципиально только при повреждениях в их зоне. Защиты с относительной селективностью могут действовать при повреждениях не только в своей, но и в соседней зоне. А селективность отключения поврежденного элемента ЭЭС при этом обеспечивается дополнительными средствами (например, выдержкой времени срабатывания).

### Быстродействие
Быстродействие — это свойство релейной защиты, характеризующее скорость выявления и отделения от электроэнергетической системы повреждённых элементов. Показателем быстродействия является время срабатывания защиты — это интервал времени от момента возникновения повреждения до момента отделения от сети повреждённого элемента.

### Чувствительность
Чувствительность — это свойство, характеризующее способность релейной защиты выявлять повреждения в конце установленной для неё зоны действия в минимальном режиме работы энергосистемы.
Другими словами — это способность чувствовать те виды повреждений и ненормальных режимов, на которые она рассчитана, в любых состояниях работы защищаемой электрической системы. Показателем чувствительности выступает коэффициент чувствительности, который для максимальных защит (реагирующих на возрастание контролируемой величины) определяется как отношение минимально возможного значения сигнала, соответствующего отслеживаемому повреждению, к установленному на защите параметру срабатывания (уставке).

### Надёжность
Надежность — это свойство, характеризующее способность релейной защиты действовать правильно и безотказно во всех режимах контролируемого объекта при всех видах повреждений и ненормальных режимов, при которых данная защита предназначена, и не действовать в нормальных условиях, а также при таких повреждениях и нарушениях нормального режима, при которых действие данной защиты не предусмотрено.
Иными словами, надежность — это свойство релейной защиты, характеризующее её способность выполнять свои функции в любых условиях эксплуатации.
Основные показатели надёжности — время безотказной работы и интенсивность отказов (количество отказов за единицу времени).

## Основные органы релейной защиты

### Пусковые органы
Пусковые органы непрерывно контролируют состояние и режим работы защищаемого участка цепи и реагируют, посредством запуска логических органов, на возникновение коротких замыканий и нарушения нормального режима работы. Выполняются обычно с помощью реле тока, напряжения, мощности и др.

### Измерительные органы
Измерительные органы определяют место и характер повреждения и принимают решения о необходимости действия защиты. Измерительные
органы также выполняются с помощью реле тока, напряжения, мощности и др. Функции пускового и измерительного органа могут быть объединены в одном органе.

### Логическая часть
Логическая часть — это схема, которая запускается пусковыми органами и, анализируя действия измерительных органов, производит предусмотренные действия (отключение выключателей, запуск других устройств, подача сигналов и пр.). Логическая часть состоит, в основном, из элементов времени (таймеров), логических элементов, промежуточных и указательных реле, дискретных входов и аналоговых выходов микропроцессорных устройств защиты.

#### Пример логической части релейной защиты
Катушка реле тока K1 (контакты А1 и А2) включена последовательно со вторичной обмоткой трансформатора тока ТА. При коротком замыкании, на участке цепи, в котором установлен трансформатор тока, возрастает сила тока, и пропорционально ей возрастает сила тока во вторичной цепи трансформатора тока. При достижении силой тока значения уставки реле K1, оно сработает и замкнёт рабочие контакты (11 и 12). Цепь между шинами +EC и -EC замкнётся, и запитает сигнальную лампу HLW.
Данная схема приведена как простой пример. В эксплуатации используются более сложные логические схемы.

## Эксплуатация РЗА
Для обеспечения надежной и экономичной работы энергосистем и энергетического оборудования, а также бесперебойного электроснабжения потребителей в электросетевых организациях проводится комплекс организационно-технических мероприятий по оснащению, эксплуатации и поддержанию на высоком техническом уровне устройств релейной защиты, электроавтоматики, дистанционного управления и сигнализации, сокращенно именуемых устройствами РЗА.
В России эта деятельность регулируется отраслевыми нормативно-техническими документами, основными из которых являются:
- Правила устройства электроустановок (ПУЭ)
- РД 153-34.0-04.418-98 «Типовое положение о службах релейной защиты и электроавтоматики»

Для осуществления указанного комплекса мероприятий на всех уровнях управления электроэнергетики России в соответствующих организациях создаются службы релейной защиты, автоматики и измерений (служба РЗА — СРЗА, служба РЗАИ — СРЗАИ), в подразделениях нижнего уровня (производственные отделения, предприятия электрических сетей (ПЭС)) — местные службы РЗАИ (МС РЗАИ), на электростанциях и каскадах ГЭС — службы РЗАИ или электротехнические лаборатории (ЭТЛ).